# Matts Kagg
Matts Kagg, född 29 juli 1590 på Kjellstorp herrgård i Örslösa socken, Kållands härad, död 1629 vid Marienburg, var en svensk militär.
Han var son till kammarherre Nils Mathisson Kagg (1547-1602) och Brita Larsdotter Hård af Segerstad (1563-1630) som var dotter till översten Lars Pedersson Hård af Segerstad (1512-1563). Han var från 1620 gift med Märta Ulf af Horsnäs (född 1598) som var dotter till majoren Johan Christerson (Ulf af Horsnäs). Paret fick tillsammans tre söner och tre döttrar. Han var bror till riksrådet och riksmarsken Lars Kagg (1595-1661) samt regementschefen Nils Kagg (1598-1653).
Kagg blev löjtnant vid Knut Hands ryttarfana i Småland 1613 och kapten vid Södermanlands regemente 1617. Han blev kapten vid Närkes och Värmlands regemente 1622 och major 1623. Han blev överstelöjtnant vid Värmlands regemente 1626 samt överste och regementschef där 1629. Han introducerades tillsammans med sina bröder 1625 under nummer 68. Som militär sårades han vid belägringen av Gdov 1614, och han deltog i erövringen av Mitau 1621. Under sin tid som regementschef för Närkes och Värmlands regemente medverkade han i andra polska kriget, där han stupade vid Marienburg 1629 en kort tid efter sin lillebror ryttmästaren Jöran Kagg (1600–1629). Kagg har efterlämnat anteckningar i Sjöholmssamlingen vid Riksarkivet och Kungliga biblioteket. 